# Arkadiusz Żakieta
Arkadiusz Żakieta (ur. 13 października 1992) – polski siatkarz, grający na pozycji atakującego. 
W ramach współpracy zawodników MOS Wola Warszawa z klubem AZS Politechnika Warszawska, reprezentował on ten klub w rozgrywkach Młodej Ligi.

## Sukcesy klubowe
I liga:
- 2014

Puchar Polski:
- 2025[4]

Liga Mistrzów:
- 2025[5]